# Ingerophrynus kumquat
Ingerophrynus kumquat là một loài cóc trong họ Bufonidae. Chúng là loài đặc hữu của Malaysia.
Các môi trường sống tự nhiên của chúng là đầm lầm nhiệt đới hoặc cận nhiệt đới. Loài này đang bị đe dọa do mất nơi sống.